# درينكر
درينكر (بالإنجليزية: Drinker)‏ هو ديناصور نباتي صغير عاش في أواخر العصر الجوارسي و قد كان يعيش هذا الديناصور في المستنقعات والبحيرات و الغابات ( يعني شبه بر مائي ) و قد كان له قدمان عريضتان تساعدانه على السباحة بسرعه والركض بسرعه.